# Roberto Insigne
Roberto Insigne (Napels, 11 mei 1994) is een Italiaans voetballer die bij voorkeur als aanvaller speelt. Hij stroomde in 2012 door vanuit de jeugd van SSC Napoli. Insignes oudere broer Lorenzo is eveneens betaald voetballer.

## Clubcarrière
Insigne debuteerde op 6 december 2012 voor SSC Napoli in een Europa League-duel tegen PSV. Hij viel in na 66 minuten voor Edinson Cavani. Op dat moment stond PSV met 1-3 voor dankzij een hattrick van Tim Matavž. Dit was tevens de eindstand. PSV was al uitgeschakeld en Napoli ging door in de Europa League.
Sinds het seizoen 2018/2019 speelt Insigne bij Benevento.

## Interlandcarrière
Insigne kwam eenmalig uit voor Italië -18. Hij debuteerde in 2012 in Italië -19.